# 石岩街道
石岩街道是中国广东省深圳市宝安区下辖的一个街道，位于宝安区中西部，介乎龍華街道與西鄉街道之間。

## 地理
石岩街道屬一個小山村，介乎龍華街道與西鄉街道之間，南接南山區西麗街道。伴随着深圳经济的快速发展，石岩的经济及人口数量也呈几何倍数增长。石岩辖区总面积65.9平方公里。石岩街道上世纪九十年代总人口23万人，其中户籍人口1.05万人。到2004年总人口增长到50多万人，其中常住人口24.73万人，户籍人口1.3万人，原籍居民8300人。2012年总人口增长到约60万人。

## 地名沿革
石岩古称乌石岩。历史悠久，有新石器时代晚期罗租果场遗址，有春秋战国时期黎光村遗址、麻布村木炭遗址、径贝老村遗址、供水公司西北山岗遗址等。
据清康熙年间《新安县志》记载、“乌石岩，在阳台山之下，内有石岩三面、东缺一面，顶上有大石，堪作墙。乡氏祝日：‘帷愿此石，可补四面，周围无缺矣。＂是夜神助，即移此石补足，补石痕犹在。”清嘉庆二十四年（1819）前建墟。清嘉庆五年（1800）后人修筑“慈石古寺”,古寺牌楼书“乌石岩”，旧墟因而得名。乌石岩村、乌石岩乡、石岩镇、石岩街道皆因此得名，后来简称为石岩。

## 行政区划
石岩街道下辖以下地区：
石龙社区、水田社区、三祝里社区、官田社区、黎光社区、塘坑社区、上下屋社区、田心社区、园美社区、上排社区、下排社区、径贝社区、石岩社区、浪心社区、石新社区、砖厂社区、宝源社区、罗租社区、龙眼山社区、塘头社区和应人石社区。

## 經濟

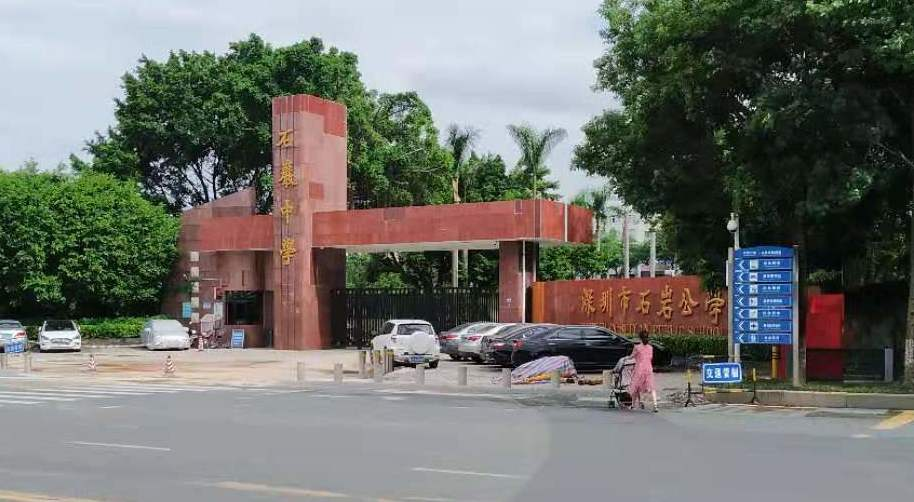
石岩中学

石岩街道主要以製造業為主，多數都是電子、计算机、塑胶制品、机电、家用电器等行业。

## 交通
- 机荷高速公路
- 石观公路
- 松白公路
- 宝石公路
- 如意路
- 石岩吉祥路
- 石岩北环路

## 景點
- 石岩湖度假村
- 羊台山